# Enric Hernández i Llorente
Enric Hernández i Llorente (Terrassa, 1969) és un periodista especialitzat en crònica i anàlisi política, que va ser director del diari El Periódico de Catalunya entre 2010 i 2019.
Llicenciat en ciències de la informació per la Universitat Autònoma de Barcelona, va iniciar la seva carrera professional el 1990 al diari Avui, on aviat es va especialitzar en la informació política. El 1992 es va convertir en corresponsal del diari a Madrid, des d'on va informar de l'etapa final dels governs de Felipe González i de la consolidació del lideratge de José María Aznar al capdavant del PP, fins a la seva arribada al poder. El 1996 va ser nomenat delegat de l'Avui a Madrid.
L'any 1998 es va incorporar a la redacció d’El Periódico de Catalunya com a redactor en cap de Política, i un any després va ser nomenat delegat del diari a Madrid. Des d'aleshores va compaginar la crònica política, amb especial atenció a la informació governamental i a les relacions entre Catalunya i el conjunt d'Espanya, amb l'anàlisi, tant a les planes d’El Periódico com en les tertúlies de la Cope, Radio Nacional de España, Catalunya Ràdio, Los Desayunos de TVE i Madrid Opina, de Telemadrid. L'any 2006 va ser nomenat sotsdirector d’El Periódico de Catalunya.
Nomenat director adjunt de El País l'any 2009, va dirigir l'edició catalana d'aquest rotatiu fins que, el febrer del 2010, es va reincorporar a El Periódico de Catalunya com a director. Col·labora com a contertulià a El matí de Catalunya Ràdio, Els matins de TVC, Los Desayunos de TVE i el programa 59 segons de TVE a Catalunya.
El 2019, després de la compra del Grupo Zeta per l'editorial Prensa Ibérica, Enric Hernández va ser rellevat de la direcció del diari El Periódico de Catalunya. El setembre del mateix any es va anunciar que assumia la direcció d’Informació i actualitat de RTVE, un càrrec de nova creació. Un any i mig després, el maig de 2021, va ser acomiadat i substituït per Mamen del Cerro, després que es constatés un ensorrament de les audiències de La 1.